# Стенлі (Північна Кароліна)
Стенлі (англ. Stanley) — місто (англ. town) в США, в окрузі Ґестон штату Північна Кароліна. Населення — 3963 особи (2020).

## Географія
Стенлі розташоване за координатами 35°21′20″ пн. ш. 81°5′40″ зх. д. / 35.35556° пн. ш. 81.09444° зх. д. (35.355451, -81.094445).  За даними Бюро перепису населення США в 2010 році місто мало площу 6,99 км², з яких 6,95 км² — суходіл та 0,04 км² — водойми.

## Демографія
Згідно з переписом 2010 року, у місті мешкало 3556 осіб у 1364 домогосподарствах у складі 974 родин. Густота населення становила 509 осіб/км².  Було 1507 помешкань (216/км²).
Расовий склад населення:
| - 87,6 % — білих - 9,7 % — чорних або афроамериканців - 0,4 % — корінних американців - 0,4 % — азіатів |

До двох чи більше рас належало 1,3 %. Частка іспаномовних становила 1,6 % від усіх жителів.
За віковим діапазоном населення розподілялося таким чином: 24,8 % — особи молодші 18 років, 59,4 % — особи у віці 18—64 років, 15,8 % — особи у віці 65 років та старші. Медіана віку мешканця становила 38,7 року. На 100 осіб жіночої статі у місті припадало 86,1 чоловіків;  на 100 жінок у віці від 18 років та старших — 82,2 чоловіків також старших 18 років.
Середній дохід на одне домашнє господарство  становив 57 189 доларів США (медіана — 44 929), а середній дохід на одну сім'ю — 72 943 долари (медіана — 57 199). За межею бідності перебувало 10,6 % осіб, у тому числі 3,8 % дітей у віці до 18 років та 14,8 % осіб у віці 65 років та старших.
Цивільне працевлаштоване населення становило 1436 осіб. Основні галузі зайнятості: освіта, охорона здоров'я та соціальна допомога — 26,5 %, виробництво — 20,3 %, роздрібна торгівля — 13,0 %, транспорт — 7,5 %.